# Минхсминстер
Минхсминстер (њем. Münchsmünster) општина је у њемачкој савезној држави Баварска. Једно је од 19 општинских средишта округа Пфафенхофен ан дер Илм. Према процјени из 2010. у општини је живјело 2.836 становника. Посједује регионалну шифру (AGS) 9186139.

## Географски и демографски подаци
Минхсминстер се налази у савезној држави Баварска у округу Пфафенхофен ан дер Илм. Општина се налази на надморској висини од 357 метара. Површина општине износи 15,8 km². У самом мјесту је, према процјени из 2010. године, живјело 2.836 становника. Просјечна густина становништва износи 179 становника/km².